# ديوميرسي ندونغالا
ديوميرسي ندونغالا (بالفرنسية: Dieumerci Ndongala) هو لاعب كرة قدم كونغولي ديمقراطي في مركز الجناح ولد في يوم 14 يونيو 1991 في كنشاسا. يلعب حالياً مع نادي أبويل وسبق له اللعب مع نادي رويال شارلروا ونادي غينت وستاندر دي لييج ونادي جينك ونادي قاسم باشا. لعب أيضاً مع منتخب الكونغو الديمقراطية لكرة القدم ويبلغ طوله 170 سم.